# Nucleasa S1 de Aspergillus
La nucleasa S1 de Aspergillus (EC 3.1.30.1) es una enzima endonucleasa extraída de Aspergillus oryzae que rompe moléculas de ADN de cadena simple (ADNcs) y ARN para formar oligo o mononucleótidos. Esta enzima cataliza la siguiente reacción química:
Aunque la enzima tiene preferencia por los sustratos de cadena simple, ocasionalmente puede introducir rupturas en moléculas de ADN o ARN de doble cadena, o en híbridos ADN-ARN. La enzima hidroliza las regiones de cadena simple que se forman en los bucles o aperturas del ADN dúplex.

## Nomenclatura
Entre los nombres alternativos se incluyen: endonucleasa S1 (Aspergillus), endonucleasa de nucleatos de simple cadena, nucleasa S1, endonucleasa específica de cadena simple de Neurospora crassa, nucleasa S1, endodesoxirribonucleasa de cadena simple, endonucleasa específica de ADN de cadena simple, endodesoxirribonucleasa específica de cadena simple, DNAsa específica de cadena simple; y nucleasa S1 de Aspergillus oryzae.

## Propiedades
La nucleasa S1 de Aspergillus es una proteína monomérica con un peso molecular de 38 KDa, requiere de Zn2+
 como cofactor y es relativamente estable frente a diferentes agentes desnaturalizantes de proteínas tales como el SDS, la urea y el formaldehído. El pH óptimo para su actividad se encuentra en el rango 4-4,5. Es conocida por ser inhibida parcialmente por ATP 50 μM, y casi totalmente por ATP 1 mM. Se ha demostrado su inhibición al 50% por dAMP 85 μM y dATP 1 μM, pero resulta desinhibida por AMPc.

## Usos
La nucleasa S1 de Aspergillus tiene utilidad en el laboratorio como reactivo en ensayos de protección a nucleasas. En biología molecular se utiliza para remover las colas de cadena simple en moléculas de ADN para crear moléculas con extremos romos, y para la apertura de los bucles en horquilla que se producen durante la síntesis de ADNc de doble cadena.